# Thomas Lindberg
Thomas "Blindberg" Lindberg, född 1974 i Halmstad, är en svensk frilansande basist, låtskrivare/ sångare och producent som är bosatt i Stockholm. 
Under åren har han medverkat på en rad olika turnéer och shower samtidigt som han vid sidan om jobbat i studio med producenter som Max Martin, Denniz Pop, Anders Bagge, Per Magnusson, David Kreuger, Rami Yacoub, Bloodshy & Avant.

## Shower och turnéer
- Lena Philipsson Turné 2003
- Pandora Finland Turné 2001
- Carola Jubileumsturné 2003
- Magnus Uggla Turné 2009-20012
- Lill-Babs Show 2004
- Sol, Vind Och Vatten Show 2005
- Christer Sjögren "Show Me Vegas" Show 2005
- R.E.A. på Hamburger Börs 2004-2008
- Uggla/Rheborg/Ulvesson Show 2008
- Primadonnor på Hamburger Börs 2009
- Ugglas Revy 2009-2010
- Magnus Uggla Sommarturné2012
- Jesus Christ Superstar på Göta Lejon 2012
- Thomas Ledin vick på "ShowTime" Circus 2012
- Magnus Uggla "Magnus Den Store" 2013-2015
- Blindbergz (2018-2022)
- BBZ The Band (Blindbergz)
- Konditorns (En ny dans , en ny chans till en ny Romans)
- Jesus Christ Superstar , Arena Turné 2022

## Albuminspelningar
| - Celine Dion - Britney Spears - Backstreet Boys - Robyn - Christina Millian - Ms. Dynamite - Five - Westlife - 'N Sync - Michael Bolton - A-Teens - DeDe Lopez - Jessica Folker - Il Divo - Lisa Nilsson - Magnus Uggla - Harpo - Kevin Borg - Sarah Dawn Finer - Sonja Aldén | - Molly Sandén - Hansen Tomas - Shirley Clamp - Jimmy Jansson - Gareth Gates - Clay Aiken - Dandy - Kylie Minogue - Carola Häggkvist - E-Type - Ainbusk Singers - Mikael Rickfors - Andreas Johnsson - Ulrik Munther - Laila Bagge - Lili & Susie - Nina Söderquist - Sverige - Will Young |